# Familie Magdat
De familie Magdat is een terugkerende sketch uit het humoristische kinderprogramma Rembo & Rembo dat gedurende de jaren 80 en 90 werd uitgezonden bij de VPRO. De afleveringen draaien om de perikelen die meegemaakt worden door de fictieve familie Magdat.
De familie Magdat wordt gevormd door pa en moeder en hun dochter Tampie (gespeeld door Theo Wesselo) en zoon Patrick (gespeeld door Maxim Hartman). Daarnaast speelt er nog een hondje mee, Pikkie.
Tijdens elke aflevering begaat hoofdrolspeler Tampie een daad welke volgens geldende normen niet door de beugel zou kunnen. Vervolgens wordt de sketch op pauze gezet, waarna aan het publiek en presentatoren van het programma Rembo & Rembo wordt gevraagd: "Mag dat?". Het antwoord is steevast "JA", op één enkele aflevering na.